# Lista dos arranha-céus de Cleveland

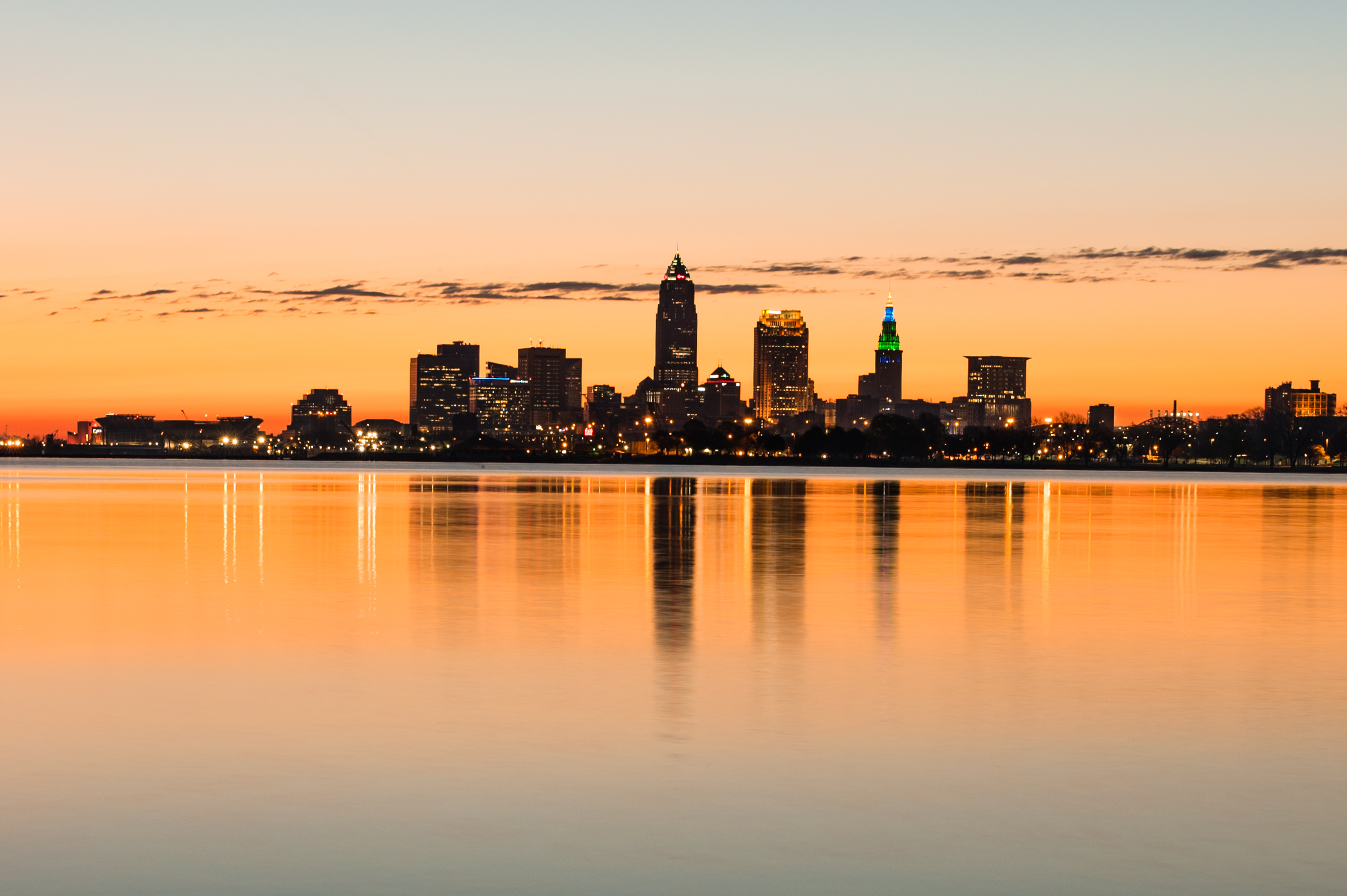
A cidade de Cleveland.

Esta lista dos arranha-céus de Cleveland alinha os arranha-céus da cidade de Cleveland, Ohio, localizada nos Estados Unidos, pela altura. O arranha-céu mais alto de Cleveland é a Key Tower com 57 andares, que se eleva 948 pés (289 metros) na Public Square de Cleveland. É o arranha-céu mais alto do estado de Ohio e o décimo oitavo arranha-céu mais alto dos Estados Unidos. A Terminal Tower se destaca como o segundo edifício mais alto da cidade e do estado.
A história dos arranha-céus em Cleveland começou em 1889 com a construção da Society for Savings Building, frequentemente considerado como o primeiro arranha-céu da cidade. Cleveland passou por um boom de construção no fim dos anos 1920 e no início dos anos 1930, durante o qual, vários arranha-céus, incluindo a Torre Terminal, foram construídos. A cidade experimentou um segundo muito maior boom de construção que durou desde o início dos anos 1970 a 1990, tempo durante o qual viu-se a construção de mais de 15 arranha-céus, incluindo a Key Tower e a BP Tower. Cleveland é o local de quatro arranha-céus que se levantam, pelo menos, 492 pés (150 metros) em altura. No geral, o horizonte de Cleveland está classificado (baseado em edifícios existentes e em construção com mais de 492 pés (150 metros) de altura) como quinto na Região Centro-Oeste dos Estados Unidos (depois de Chicago, Minneapolis, Detroit e Columbus) e vigésimo nos Estados Unidos (depois da Cidade de Nova Iorque, Chicago, Miami, Houston, Los Angeles, Dallas, Atlanta, São Francisco, Boston, Las Vegas, Seattle, Filadélfia, Pittsburgh, Cidade de Jérsia, Minneapolis, Detroit, Denver, Charlotte e Columbus).
Ao contrário de muitas outras grandes cidades americanas, Cleveland tem sido o local de menos projectos de construção de arranha-céu nos últimos anos. O arranha-céu mais recentemente concluído na cidade é o Carl B. Stokes Federal Court House Building, que foi construído em 2003 e se levanta a 430 pés (131 metros).
Em Junho de 2008, existem nove arranha-céus propostos para construção na cidade. Nenhum foi aprovado ou se encontra em construção.

## Arranha-céus
Essa lista classifica arranha-céus que estão em Cleveland que se levantam até, pelo menos, 250 pés (76 metros) em altura, com base na medição da altura padrão. Isto inclui torres e detalhes arquitectónicos, mas não inclui mastros da antena. "Ano" indica o ano em que o arranha-céu foi concluído.
| Posição | Arranha-céu                            | Imagem | Altura             | Andares | Ano  | Observações |
| ------- | -------------------------------------- | ------ | ------------------ | ------- | ---- | --- |
| 1       | Key Tower                              |        | 947 pés 289 metros | 57      | 1991 | - Septuagésimo oitavo arranha-céu mais alto do mundo. - Décimo oitavo arranha-céu mais alto dos Estados Unidos. - Se tornou no arranha-céu mais alto da cidade e estado desde 1990. - Manteve-se como o arranha-céu mais alto entre a Cidade de Nova Iorque e Chicago desde a sua conclusão em 2007, quando o Comcast Center em Filadélfia ultrapassou-o em altura. - Arranha-céu mais alto construido em Cleveland nos anos 90. |
| 2       | Terminal Tower                         |        | 708 pés 216 metros | 52      | 1930 | - Centésimo quarto arranha-céu mais alto dos Estados Unidos. - Manteve-se como o arranha-céu mais alto da América do Norte fora da Cidade de Nova Iorque até 1964. - Arranha-céu mais alto construido na cidade nos anos 30. |
| 3       | 200 Public Square                      |        | 658 pés 201 metros | 45      | 1985 | - Também conhecido como o BP Building. - Arranha-céu mais alto construido na cidade nos anos 80. |
| 4       | Tower at Erieview                      |        | 529 pés 161 metros | 40      | 1964 | - Arranha-céu mais alto construido na cidade nos anos 60. |
| 5       | One Cleveland Center                   |        | 450 pés 137 metros | 31      | 1983 | [ 31 ] [ 32 ] |
| 6       | Fifth Third Center                     |        | 446 pés 136 metros | 27      | 1992 | [ 33 ] [ 34 ] |
| 7       | Federal Court House Tower              |        | 430 pés 131 metros | 23      | 2002 | - Arranha-céu mais recentemente concluído na cidade. |
| 8       | Justice Center Complex                 |        | 420 pés 128 metros | 26      | 1977 | - Arranha-céu mais alto construido na cidade nos anos 70. |
| 9       | Anthony J. Celebrezze Federal Building |        | 419 pés 128 metros | 31      | 1967 | [ 38 ] [ 39 ] |
| 10      | PNC Center                             |        | 410 pés 125 metros | 35      | 1980 | - Antigamente conhecido como o National City Center. - Após o seu original inquilino, a National City Corp. PNC Financial Services comprou a National City em Outubro de 2008 e renomeou-o em 2009. |
| 11      | AT Tower                               | —      | 390 pés 119 metros | 28      | 1971 | - Antigamente conhecido como o Cleveland Trust Tower - Também conhecido como o 900 Euclid Tower. |
| 12      | AT&T Huron Road Building               |        | 365 pés 111 metros | 24      | 1927 | - Comummente conhecido como o Ohio Bell Building. - Antigamente conhecido como o Ameritech Building. - Arranha-céu mais alto construido na cidade nos anos 20. |
| 13      | Rhodes Tower                           |        | 363 pés 111 metros | 20      | 1971 | - Originalmente conhecido como a University Tower. |
| 14      | Eaton Center                           |        | 356 pés 109 metros | 28      | 1983 | [ 48 ] [ 49 ] |
| 15      | Marriott at Key Center                 |        | 320 pés 98 metros  | 28      | 1991 | - Maior edifício de hotel da cidade. |
| 16      | McDonald Investment Center             | —      | 308 pés 94 metros  | 23      | 1968 | - Também conhecido como o Key Center. - Antigamente conhecido como o Central National Bank Building. |
| 17      | 55 Public Square                       |        | 300 pés 91 metros  | 22      | 1958 | - Arranha-céu mais alto construido na cidade nos anos 50. - Originalmente conhecido como o Illuminating Building. |
| 18      | Huntington Bank Building               | —      | 289 pés 88 metros  | 21      | 1924 | [ 56 ] [ 57 ] |
| 19      | North Point Tower                      |        | 285 pés 87 metros  | 20      | 1990 | [ 58 ] [ 59 ] |
| 20      | Diamond Building                       | —      | 282 pés 86 metros  | 23      | 1972 | [ 60 ] [ 61 ] |
| 20      | Standard Building                      | —      | 282 pés 86 metros  | 21      | 1925 | [ 62 ] [ 63 ] |
| 22      | 1717 East Ninth Building               | —      | 275 pés 84 metros  | 21      | 1959 | - Também conhecido como o East Ohio Building. |
| 23      | Keith Building                         |        | 272 pés 83 metros  | 21      | 1922 | [ 66 ] [ 67 ] |
| 24      | East Tower                             | —      | 266 pés 81 metros  | 25      | 1973 | - Maior edifício residencial da cidade. - Também conhecido como o Reserve Square Apartments. |
| 24      | Embassy Suites Tower                   | —      | 266 pés 81 metros  | 25      | 1969 | - Também conhecido como o Embassy Suites na Reserve Square. |
| 26      | Superior Building                      | —      | 265 pés 81 metros  | 22      | 1922 | [ 72 ] [ 73 ] |
| 27      | Fenn Tower                             |        | 265 pés 81 metros  | 21      | 1930 | [ 74 ] [ 75 ] |
| 28      | Landmark Office Towers                 | —      | 260 pés 79 metros  | 22      | 1930 | [ 76 ] [ 77 ] |
| 29      | Penton Media Building                  | —      | 253 pés 77 metros  | 21      | 1972 | [ 78 ] [ 79 ] |
| 29      | Ohio Savings Plaza                     | —      | 253 pés 77 metros  | 17      | 1969 | [ 80 ] [ 81 ] |
| 29      | Ameritech Center                       |        | 253 pés 77 metros  | 16      | 1983 | [ 82 ] [ 83 ] |

## Em construção, aprovados, propostos

### Propostos
Esta secção lista os arranha-céus que foram propostos para construção em Cleveland e foram planeados para serem levantados até, pelo menos, 250 pés (76 metros), mas ainda não são estruturas concluídas. Uma contagem de 20 andares é usada como o ponto de corte em vez de uma altura de 250 pés (76 metros) para os edifícios cujas alturas ainda não foram lançadas pelos seus desenvolvedores. Em Junho de 2008, não há edifícios de arranha-céus em Cleveland, que se encontram em construção ou que tenham sido aprovados para construção.
| Posição | Arranha-céu         | Altura | Andares | Ano (estimativa) | Observações   |
| ------- | ------------------- | ------ | ------- | ---------------- | ------------- |
| 1       | Ernst & Young Tower |        | 21      | 2011             | [ 84 ] [ 85 ] |
| 2       | Public Square Tower |        | 21      | 2011             | [ 86 ] [ 87 ] |

## Linha do tempo de arranha-céus mais altos
Esta lista alinha arranha-céus que uma vez detiveram o titulo de edificio mais alto da cidade de Cleveland.
| Arranha-céu                  | Imagem | Local (Rua/Avenida)   | Ano de Conclusão | Tempo           | Andares | Altura             | Observações                                |
| ---------------------------- | ------ | --------------------- | ---------------- | --------------- | ------- | ------------------ | ------------------------------------------ |
| Society for Savings Building |        | 127 Public Square     |                  | 1889 — 1896     | 10      | 152 pés 46 metros  | [ 3 ]                                      |
| Guardian Bank Building       |        | 623-629 Euclid Avenue |                  | 1896 — 1905     | 15      | 221 pés 67 metros  | [ 88 ]                                     |
| Rockefeller Building         |        | 614 Superior Avenue   |                  | 1905 — 1922     | 16      | 230 pés 70 metros  | [ 89 ]                                     |
| Keith Building               |        | 1621 Euclid Avenue    | 1922             | 1922 — 1924     | 22      | 272 pés 83 metros  | [ 67 ]                                     |
| Union Trust Building         | —      | 925 Euclid Avenue     | 1924             | 1924 — 1927     | 22      | 289 pés 88 metros  | - Renomeado para Huntington Bank Building. |
| Ohio Bell Building           |        | 750 Huron Road        | 1927             | 1927 — 1930     | 24      | 364 pés 111 metros | - Renomeado para AT&T Huron Road Building. |
| Terminal Tower               |        | 50 Public Square      | 1930             | 1930 — 1991     | 52      | 708 pés 216 metros | [ 26 ]                                     |
| Key Tower                    |        | 127 Public Square     | 1991             | 1991 — presente | 57      | 947 pés 289 metros | [ 25 ]                                     |